# 11 Exchange Street

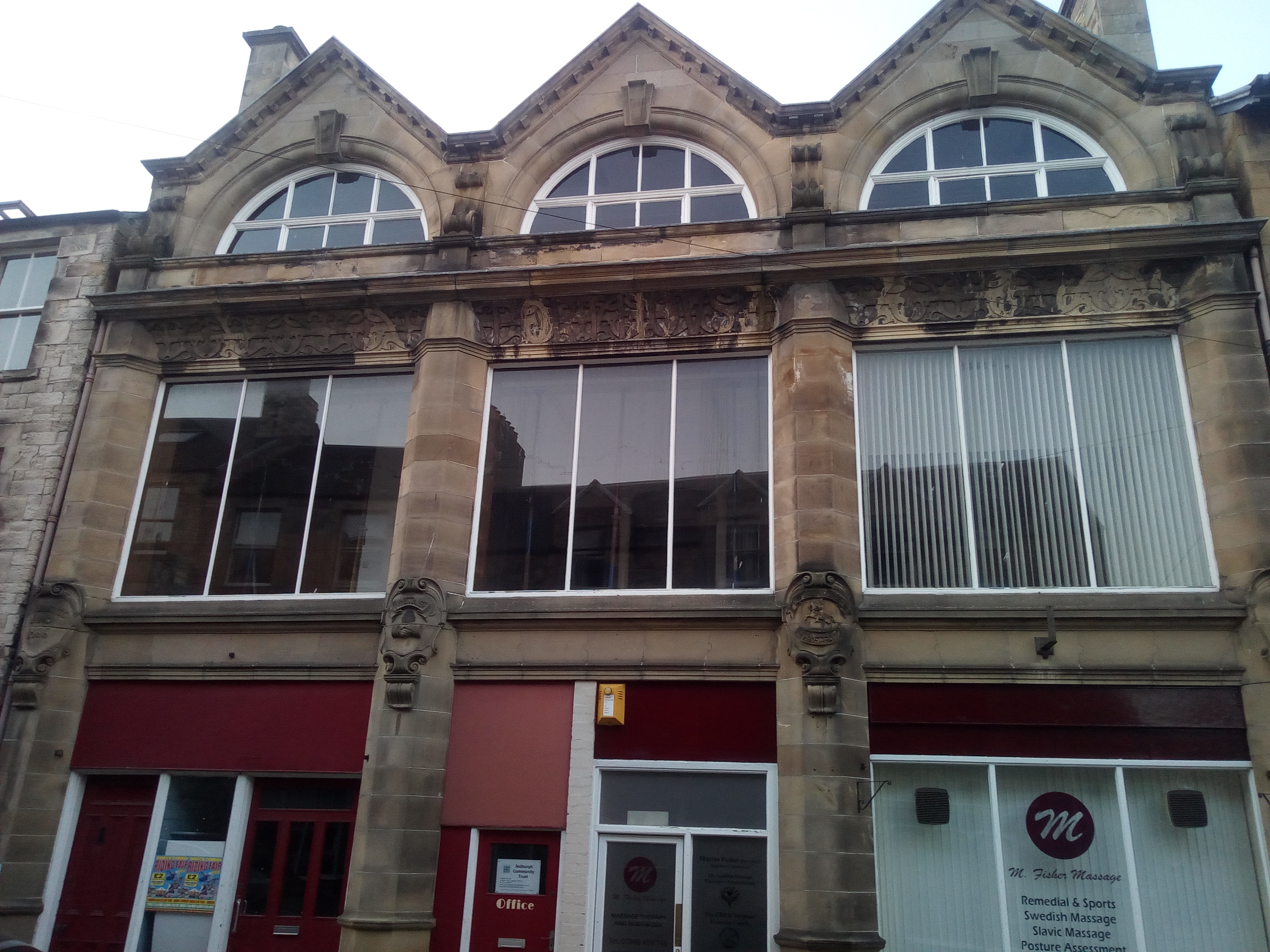
11 Exchange Street

Unter der Adresse 11 Exchange Street in der schottischen Kleinstadt Jedburgh in der Council Area Scottish Borders befindet sich ein Wohn- und Geschäftsgebäude. 1993 wurde das Bauwerk in die schottischen Denkmallisten in der höchsten Denkmalkategorie A aufgenommen.

## Geschichte
Das Gebäude im historischen Zentrum Jedburghs wurde im Jahre 1900 für die Co-operative Society fertiggestellt. Den Entwurf für das 2105 £ teure Bauwerk lieferte der schottische Architekt James Pearson Alison. Ursprünglich als Lagergebäude mit Ladetoren an der Rückseite geplant, wird das Gebäude heute als Wohn- und Geschäftsgebäude genutzt. Zeitweise beherbergte es eine Bäckerei. 2011 wurde das Gebäude in das Register gefährdeter denkmalgeschützter Bauwerke in Schottland aufgenommen. Sein Zustand wurde 2013 als gut bei gleichzeitig geringer Gefährdung eingestuft. Der Eintrag wurde zwischenzeitlich gelöscht, was regelmäßig auf eine erfolgreiche Restaurierung hindeutet.

## Beschreibung
Die südwestexponierte Frontseite des zweistöckigen Neorenaissancebauwerks ist symmetrisch aufgebaut und drei Achsen weit. Die Fassade ist mit cremefarbenem Sandstein gestaltet. Ebenerdig sind Geschäftsräume eingerichtet, während im Obergeschoss flächige Fensterelemente eingelassen sind. Die Holzumrahmungen im Erdgeschoss entsprechen nicht dem Originalzustand. Vier kolossale Säulen gliedern die Fassade vertikal. Sie sind mit ornamentierten Wappenschilden mit den Inschriften „ESTABLISHED ANNO 1866“, „STRENU ET PROSPERE“ und „ERECTED ANNO 1900“ auf Konsolen gestaltet. Faszien verlaufen auf Stockwerkhöhe, während das Obergeschoss mit einem tief gekehlten Fries mit wuchtigem Gesimse abschließt. Die Fassade schließt mit drei Satteldachlukarnen. Ihre weiten Lünettfenster sind mit Schlusssteinen gearbeitet. Das Gebäude schließt mit einem schiefergedeckten Satteldach.